# Communauté de communes Vie-et-Boulogne
Ne doit pas être confondue avec la communauté de communes de Vie-et-Boulogne, créée en 2017.
La communauté de communes Vie-et-Boulogne (CCVB) est une ancienne structure intercommunale à fiscalité propre française située dans le département de la Vendée et la région des Pays de la Loire.
Créée le 1er janvier 2001, elle disparaît le 31 décembre 2016 à la suite de la création de la communauté de communes de Vie-et-Boulogne, entité résultant de la fusion de la communauté de communes avec celle du Pays-de-Palluau.

## Composition
Elle comprend les communes suivantes :
| Nom                      | Code Insee | Gentilé      | Superficie (km2) | Population (dernière pop. légale) | Densité (hab./km2) |
| ------------------------ | ---------- | ------------ | ---------------- | --------------------------------- | ------------------ |
| Le Poiré-sur-Vie (siège) | 85178      | Genôts       | 71,90            | 8 414 (2015)                      | 117                |
| Aizenay                  | 85003      | Agésinates   | 81,06            | 9 212 (2015)                      | 114                |
| Beaufou                  | 85015      | Meillerets   | 29,06            | 1 465 (2015)                      | 50                 |
| Bellevigny               | 85019      |              | 38,52            | 5 858 (2015)                      | 152                |
| La Genétouze             | 85098      | Genestosiens | 13,12            | 1 905 (2015)                      | 145                |
| Les Lucs-sur-Boulogne    | 85129      | Lucquois     | 53,15            | 3 392 (2015)                      | 64                 |
| Saint-Denis-la-Chevasse  | 85208      | Dionysiens   | 39,47            | 2 278 (2015)                      | 58                 |

Cet ensemble correspond au canton du Poiré-sur-Vie.
Le 1er janvier 2016, la création de Bellevigny, issue de la fusion de Belleville-sur-Vie et de Saligny, fait passer le nombre de communes de 8 à 7.

## Compétences
- Aménagement de l’espace
- Développement économique
- Tourisme
- Environnement
- Acquisition des collections et du matériel informatique pour les bibliothèques du réseau Communauthèque.

## Administration

### Siège
Le siège de la communauté de communes se situe au 24, rue des Landes-Rousses, au Poiré-sur-Vie.

### Présidents
| Période         | Période          | Identité        | Étiquette | Qualité |
| --------------- | ---------------- | --------------- | --------- | --- |
| Hiver 2001      | 27 octobre 2004  | Bernard Perrin  | DVD       | Maire d’Aizenay (depuis 1983) |
| 27 octobre 2004 | 31 mars 2014     | Régis Plisson   | DVD       | Maire de Belleville-sur-Vie (2008-2015)                                                                                           |
| 31 mars 2014    | 31 décembre 2016 | Didier Mandelli | UMP LR    | Maire du Poiré-sur-Vie (2001-2015) Conseiller municipal du Poiré-sur-Vie (depuis 2001) Sénateur, élu dans la Vendée (depuis 2014) |

## Historique
La communauté de communes a été nommée d’après les deux rivières qui la traversent : la Vie et la Boulogne.
Elle est créée le 26 décembre 2010 à la suite du district du canton du Poiré-sur-Vie.

## Identité visuelle

Logotype de 2002 à 2003.
Logotype de 2003 à 2016.